# Vicq-d'Auribat
Vicq-d'Auribat is een gemeente in het Franse departement Landes (regio Nouvelle-Aquitaine) en telt 234 inwoners (2004). De plaats maakt deel uit van het arrondissement Dax.

## Geografie
De oppervlakte van Vicq-d'Auribat bedraagt 4,2 km², de bevolkingsdichtheid is 55,7 inwoners per km².
De onderstaande kaart toont de ligging van Vicq-d'Auribat met de belangrijkste infrastructuur en aangrenzende gemeenten.

## Demografie
Onderstaande figuur toont het verloop van het inwonertal (bron: INSEE-tellingen).
1. ↑  Populations de référence 2022.